# سيرغي فرولوف
سيرغي فرولوف (بالروسية: Сергей Сергеевич Фролов)‏ هو لاعب كرة قدم روسي في مركز الهجوم، ولد في 20 يناير 1989. لعب مع لوكوموتيف موسكو.

## وصلات خارجية
- سيرغي فرولوف على موقع قاعدة بيانات كرة القدم.إي يو (الإنجليزية)
- سيرغي فرولوف على موقع Soccerway.com (الإنجليزية)